# Sicco Janmaat
Sicco Janmaat (22 november 1978) is een Nederlandse oud-schaatser. Hij maakte onder meer deel uit van de Postcode Loterij Schaatsploeg. Na zijn actieve schaatsloopbaan is hij assistent-trainer geworden van Jac Orie bij de DSB schaatsploeg die later (via onder meer Team LottoNL-Jumbo) Team Essent werd.

## Biografie
Janmaat deed sinds 1998 mee in het Nederlandse langebaanschaatsen. Bij de NK's Allround belandde hij meestal in de middenmoot. In het seizoen 1999-2000 nam hij deel aan de WK Afstanden 2000 in Nagano. Hij werd daar verrassend vijfde op de 5000 meter.
Na de Olympische Winterspelen in Turijn zegden een aantal schaatsers af voor het WK Allround 2006 in Calgary. Janmaat was tweede reserve en mocht na zes jaar afwezigheid weer aantreden op een internationaal toernooi. Het kampioenschap sloot hij als negende af wat hem de beste Nederlander maakte na Sven Kramer, die derde werd. Het jaar daarop sloot hij na het NK Allround zijn schaatscarrière af en is hij assistent-trainer geworden van Jac Orie.

## Persoonlijk records
| Afstand      | Tijd     | Datum         | Baan    |
| ------------ | -------- | ------------- | ------- |
| 500 meter    | 36,97    | 9 maart 2005  | Calgary |
| 500 meter    | 36,97    | 18 maart 2006 | Calgary |
| 1000 meter   | 1.11,75  | 22 maart 2003 | Calgary |
| 1500 meter   | 1.46,72  | 19 maart 2006 | Calgary |
| 3000 meter   | 3.43,31  | 16 maart 2001 | Calgary |
| 5000 meter   | 6.22,38  | 18 maart 2006 | Calgary |
| 10.000 meter | 13.26,55 | 20 maart 2003 | Calgary |

## Resultaten
| Jaar | NK Afstanden                    | NK Allround | EK Allround | WK Afstanden | WK Allround |
| ---- | ------------------------------- | ----------- | ----------- | ------------ | ----------- |
| 1998 | -                               | NC14        | -           | -            | -           |
| 1999 | 19e 1500m 9e 5000m 8e 10.000m   | 12e         | -           | -            | -           |
| 2000 | 6e 1500m 6e 5000m               | 4e          | 8e          | 5e 5000m     | -           |
| 2001 | NS 1000m 7e 1500m 18e 5000m     | 6e          | -           | -            | -           |
| 2002 | -                               | 7e          | -           | -            | -           |
| 2003 | 18e 1500m 14e 5000m             | NC23        | -           | -            | -           |
| 2004 | 18e 1500m 14e 5000m             | 10e         | -           | -            | -           |
| 2005 | 17e 1500m 7e 5000m 8e 10.000m   | 8e          | -           | -            | -           |
| 2006 | 15e 1500m 8e 5000m 8e 10.000m   | 5e          | -           | -            | 9e          |
| 2007 | 14e 1500m 11e 5000m 10e 10.000m | NC15        | -           | -            | -           |

Team Essent
Angel Daleman · Sijmen Egberts · Jarle Gerrits · Isabel Grevelt · Freek van der Ham · Sanne in 't Hof · Chloé Hoogendoorn · Chris Huizinga · Kars Jansman · Selma Poutsma · Merijn Scheperkamp · Suzanne Schulting · Tijmen Snel · Beau Snellink · Remco Stam · Meike Veen · Mathias Vosté · Joep Wennemars
Coaches: Sicco Janmaat · Ben Jongejan · Jac Orie · Dave Versteeg